# Christoph Schösswendter
Christoph Schösswendter (ur. 16 lipca 1988 roku) – austriacki piłkarz występujący na pozycji obrońcy. Wychowanek FC Pinzgau Saalfelden, od 2016 jest zawodnikiem niemieckiego klubu 1. FC Union Berlin. Rozegrał jeden mecz w barwach reprezentacji Austrii U-20.